# 완주군 (1988년 선거구)
완주군은 대한민국의 옛 국회의원 선거구이다. 당시 전라북도 완주군 지역을 관할했다.

## 역사
제13대 국회의원 선거를 앞두고 전주시·완주군 선거구에서 분리되면서 신설되었다.
제16대 국회의원 선거를 앞두고 임실군을 편입해 완주군·임실군 선거구를 이루게 됨에 따라 폐지되었다.

## 역대 국회의원
| 선거   | 정당 | 정당           | 의원   |
| ------ | ---- | -------------- | ------ |
| 1988년 |      | 평화민주당     | 김태식 |
| 1992년 |      | 민주당         | 김태식 |
| 1996년 |      | 새정치국민회의 | 김태식 |

## 역대 선거 결과

### 대한민국 제13대 국회의원 선거
|  | 64.15% |

|  | 32.10% |

|  | 3.73% |

### 대한민국 제14대 국회의원 선거
|  | 65.72% |

|  | 20.83% |

|  | 13.44% |

### 대한민국 제15대 국회의원 선거
|  | 60.34% |

|  | 32.79% |

|  | 5.24% |

|  | 1.61% |